# Hadrotettix
Hadrotettix es un género de saltamontes de la subfamilia Oedipodinae, familia Acrididae, y está asignado a la tribu Hippiscini. Este género se distribuye en el norte de México y en la zona fronteriza del centro-sur de Estados Unidos.

## Especies
Las siguientes especies pertenecen al género Hadrotettix:
- Hadrotettix magnificus (Rehn, 1907)
- Hadrotettix nebulosus Scudder, 1900
- Hadrotettix scotodes Otte, 1984
- Hadrotettix trifasciatus (Say, 1828)